# Shasta Publishers
Shasta Publishers war ein amerikanischer, auf Science-Fiction und Fantasy spezialisierter Kleinverlag.
Der Verlag wurde von T. E. Dikty, Erle Melvin Korshak und Mark Reinsberg ursprünglich gegründet, um Sekundärliteratur über Science-Fiction und Fantasy zu publizieren. Im Vordergrund stand dabei das um 1940 erstmals ins Auge gefasste Projekt, eine umfassende Bibliographie der SF-Literatur zu erstellen. Ein vor dem Kriegseintritt der USA unternommener Ansatz konnte nicht fortgesetzt werden, da Dikty eingezogen wurde und nach Kriegsende das bereits gesammelte Material nicht mehr auffindbar war. Durch den Kontakt mit Everett Franklin Bleiler, der sich interessiert zeigte, ein derartiges Projekt zu unternehmen, nahm das Vorhaben einer Verlagsgründung dann doch Gestalt an.
1948 erschien als erstes Buch des Verlags Bleilers The Checklist of Fantastic Literature, das erste Buch seiner Art überhaupt und für viele Jahre das bibliografische Standardwerk der SF, bis es durch aktuellere Arbeiten von Donald H. Tuck und Robert Reginald abgelöst wurde. 
In der Folge erschien im Verlag zwar keine weitere Sekundärliteratur, dafür aber eine Reihe von SF-Romanen und -Anthologien, darunter inzwischen klassische Titel wie zum Beispiel John W. Campbells Who Goes There? (1948), Robert A. Heinleins The Man Who Sold the Moon (1950) und The Green Hills of Earth (1951) und Alfred Besters The Demolished Man
Mitte der 1950er Jahre geriet der Verlag zunehmend in finanzielle Schwierigkeiten. Zuletzt wurde ein Preisausschreiben veranstaltet, das von Philip José Farmer mit I Owe for the Flesh gewonnen wurde. Das Buch erschien nie und das Preisgeld wurde nicht ausgezahlt. Farmers Text wurde dann Grundlage für dessen Riverworld-Saga.
1957 ist der Verlag erloschen.

## Titelliste
Insgesamt erschienen bei Shasta Publishers 19 Titel. 5 Titel erlebten eine zweite Auflage.
| Autor                                | Titel                                                                            | Jahr                                       |
| ------------------------------------ | -------------------------------------------------------------------------------- | ------------------------------------------ |
| Everett F. Bleiler                   | The Checklist of Fantastic Literature                                            | 1948                                       |
| John W. Campbell                     | Who Goes There?                                                                  | 1948                                       |
| L. Ron Hubbard                       | Slaves of Sleep                                                                  | 1948                                       |
| L. Sprague de Camp                   | The Wheels of If, and Other Science Fiction                                      | 1949                                       |
| S. Fowler Wright                     | The World Below                                                                  | 1949                                       |
| Murray Leinster                      | Sidewise in Time                                                                 | 1950                                       |
| Robert A. Heinlein                   | The Man Who Sold the Moon: Harriman and the Escape from Earth to the Moon!       | 1950 (2. Auflage)                          |
| Stanley Mullen                       | Kinsmen of the Dragon                                                            | 1951                                       |
| Robert A. Heinlein                   | The Green Hills of Earth                                                         | 1951                                       |
| Curme Gray                           | Murder in Millennium VI                                                          | 1951                                       |
| Fredric Brown                        | Space on My Hands                                                                | 1951                                       |
| John W. Campbell                     | Cloak of Aesir                                                                   | 1952                                       |
| John W. Campbell                     | Who Goes There?                                                                  | 1952 (2. Auflage)                          |
| Robert A. Heinlein                   | The Green Hills of Earth: Rhysling and the Adventure of the Entire Solar System! | 1952 (2. Auflage)                          |
| Raymond F. Jones                     | This Island Earth                                                                | 1952                                       |
| Robert A. Heinlein                   | Revolt in 2100                                                                   | 1953                                       |
| Murray Leinster                      | Space Platform                                                                   | 1953                                       |
| Alfred Bester                        | The Demolished Man                                                               | 1953                                       |
| Murray Leinster                      | Space Tug                                                                        | 1953                                       |
| Fredric Brown, Mack Reynolds (Hrsg.) | Science-Fiction Carnival                                                         | 1953                                       |
| Robert A. Heinlein                   | Revolt in 2100                                                                   | 1954 (2. Auflage)                          |
| Fredric Brown, Mack Reynolds (Hrsg.) | Science-Fiction Carnival                                                         | 1954 (limitierte und signierte 2. Auflage) |
| Robert A. Heinlein                   | The Man Who Sold the Moon                                                        | 1955                                       |
| Raymond F. Jones                     | This Island Earth                                                                | 1955 (2. Auflage)                          |